# Тімбукту (кратер)
Тімбукту (англ. Timbuktu) — давній кратер у квадранглі Margaritifer Sinus на Марсі, розташований на 5,6° північної широти й 37,6° західної довготи. Діаметр ≈ 65.68 (73) км. Його було названо на честь стародавнього міста Тімбукту в Малі.

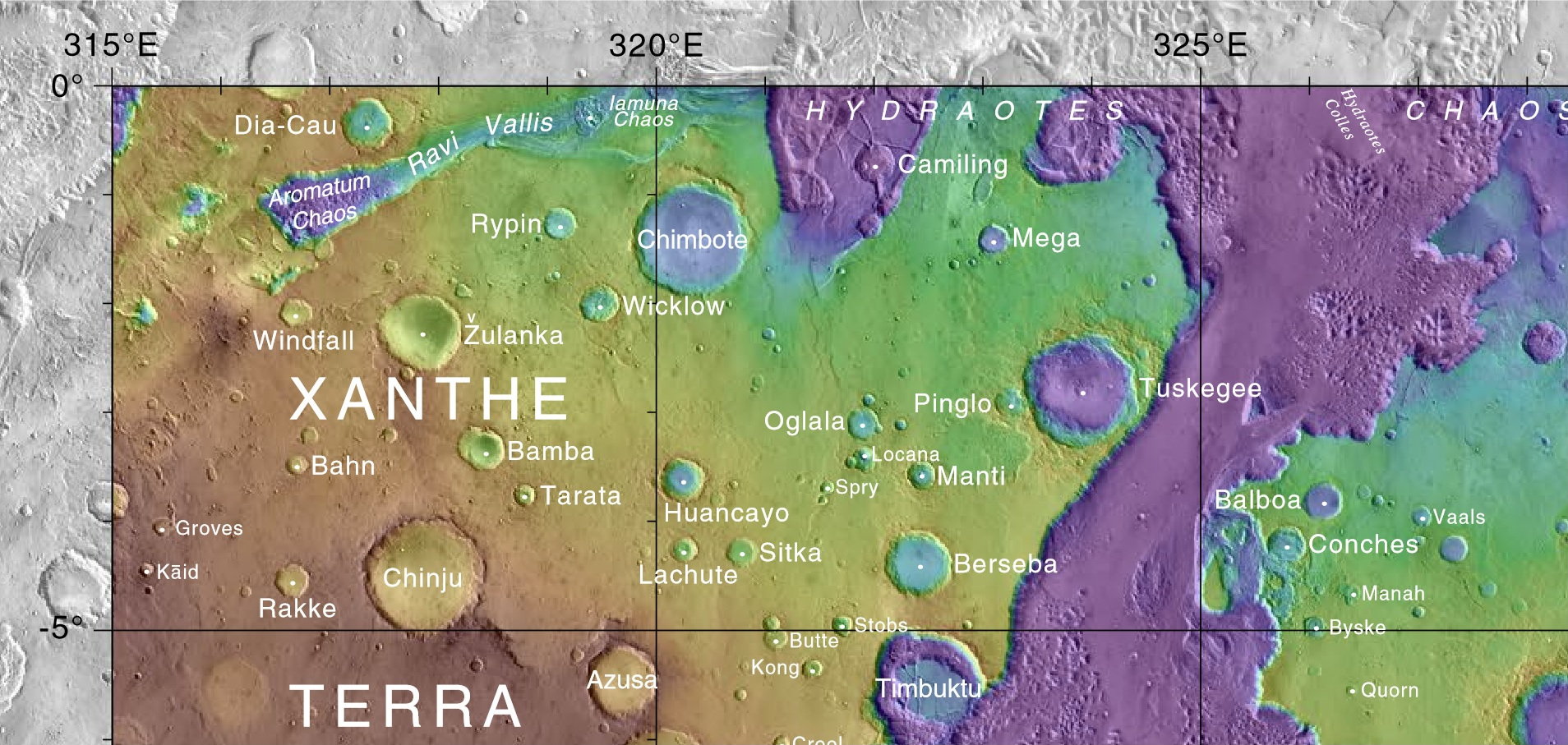
Положення кратера Тімбукту відносно інших об’єктів
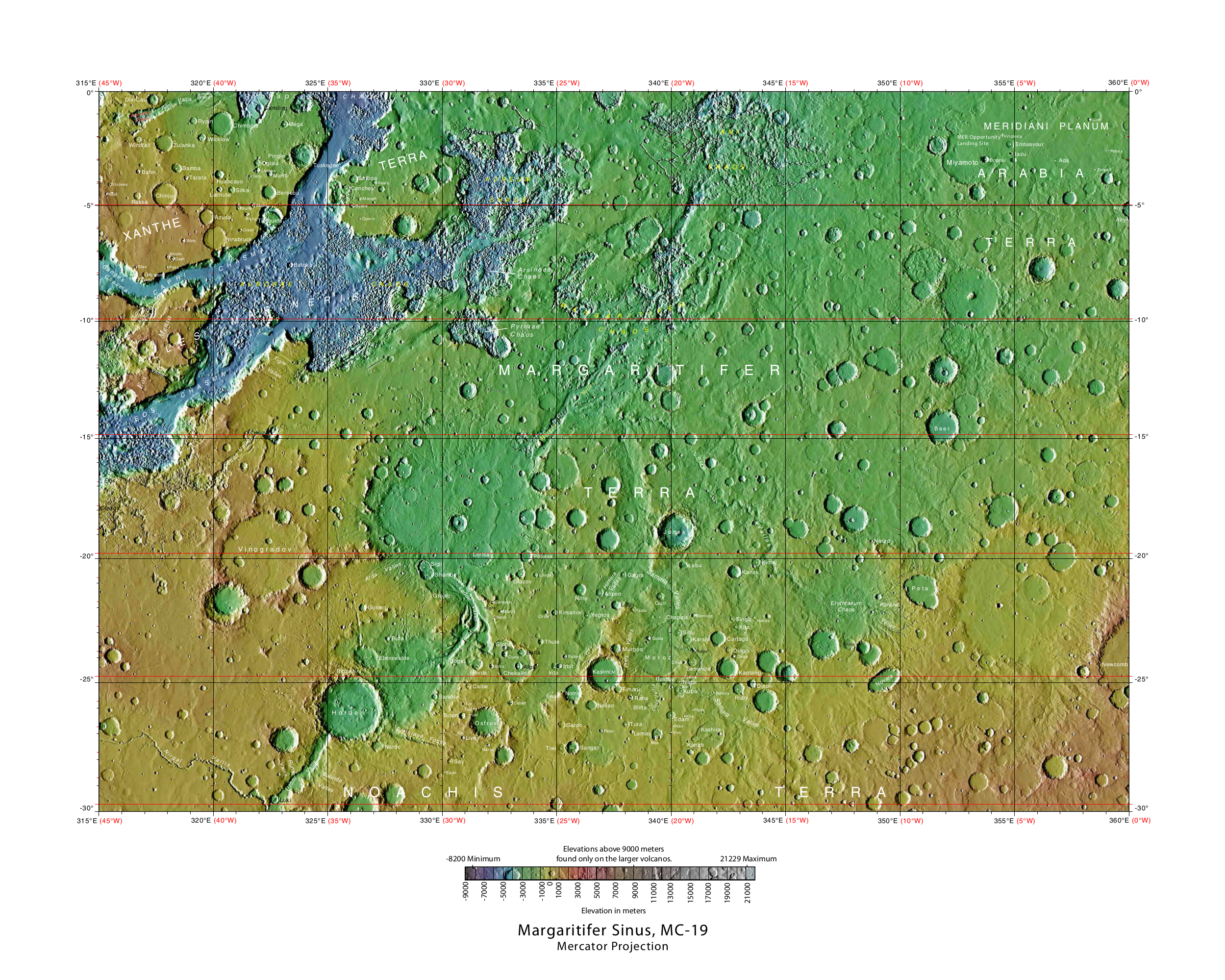
Топографічна мапа квадранглу Margartifer Sinus